# Ԝ (кириллица)
Ԝ, ԝ — буква расширенной кириллицы. Во всех своих формах выглядит точно так же, как и латинская W.
Используется в кириллическом курдском алфавите, где обозначает звук [w].
Используется в некоторых вариантах ягнобского алфавита, где передаёт звук [β̞], [β] или [u̯]: согласно А. Л. Хромову, ԝ — билабиальный аппроксимант [β̞], по С. П. Виноградовой — билабиальный фрикативный звук [β], а после гласного в конце слога ԝ произносится как [u̯].
Используется в некоторых вариантах кириллического юкагирского алфавита.